# 鲍里斯·贝里安
鲍里斯·贝里安（英語：Boris Berian，1992年12月19日—），美国男子田径运动员，主攻800米赛跑，他曾获得2016年世界室内田径锦标赛男子800米金牌，他也曾参加2016年夏季奥林匹克运动会。